# 서프사이드 콘도미니엄 빌딩 붕괴 사고

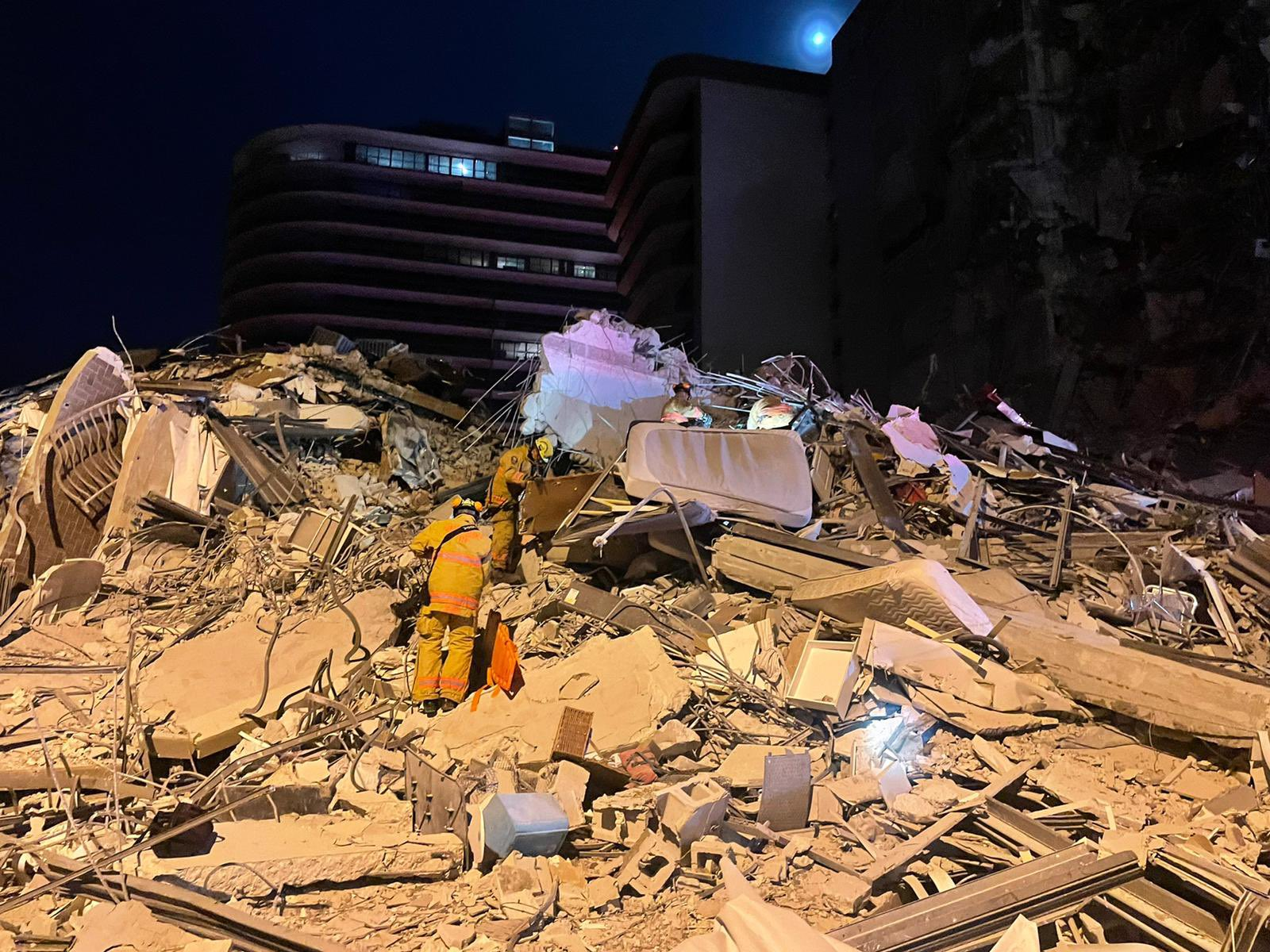
마이애미-데이드 소방서 소속 구조대가 생존자 및 실종자 등을 수색하고 있는 모습

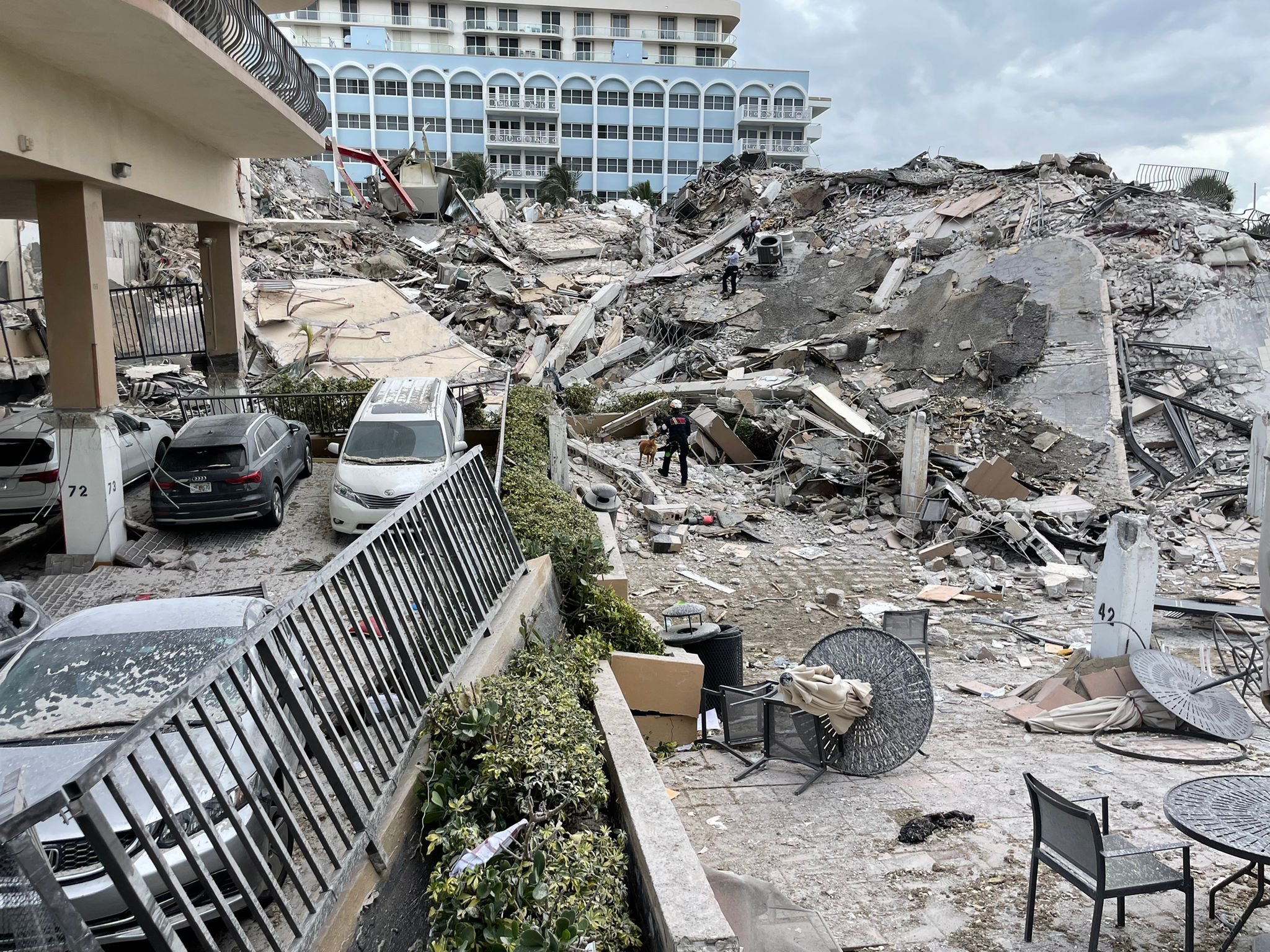
인명구조견과 함께 생존자를 수색하고 있는 모습 (6월 24일)

서프사이드 콘도미니엄 빌딩 붕괴 사고(Surfside condominium collapse)는 2021년 6월 24일 EDT 기준으로 오전 1시 25분, 미국 플로리다주 마이애미 근교 도시인 서프사이드의 챔플래인 타워에서 일어난 건축물 붕괴 사고이자 주거 시설 관련 붕괴 사고이다.
현재까지 누적으로 98명이 숨지고, 11명의 부상자가 발생되었다.
이번 붕괴 사고로 파라과이의 마리오 아브도 베니테스 대통령의 영부인인 실바나 로페스 모레이라 쪽의 자매 일가족 등도 실종된 상태인 것으로 전해졌던 것으로 보고되었으며, 해당 건축물이 1981년 입주하였으며 규모는 12층이지만 건물이 붕괴되기 직전 당시에는 내부 공사가 진행되고 있었다.

## 배경
붕괴된 해당 건축물은 1980년 착공, 1981년 준공되었으며 높이가 48.1m에 이르고 옥상에 펜트하우스가 완비된 상태인 것으로 보인다.
1990년대부터 해당 건물에 기울임이 시작되면서 이상 징조가 나타났었다고 보고된 바 있다.
챔플래인 타워 노스, 챔플래인 타워 사우스, 챔플래인 타워 이스트의 3개동이 L자형 아파트로 건축되었다. 2021년 시세는 거주면적 111m2에 8억 2천만원 정도 한다. 한 동에 136가구가 산다.

## 사상자
| 나라           | 사망 | 부상 | 각주          |
| -------------- | ---- | ---- | ------------- |
| 미국           | 65   | 10   | [ b ]         |
| 아르헨티나     | 4    | 1    | [ 9 ] [ 10 ]  |
| 베네수엘라     | 4    |      | [ 10 ] [ 11 ] |
| 콜롬비아       | 3    |      | [ 10 ]        |
| 파라과이       | 5    |      | [ 12 ]        |
| 쿠바           | 4    |      | [ 13 ]        |
| 캐나다         | 4    |      | [ 14 ]        |
| 우루과이       | 3    |      |               |
| 오스트레일리아 | 2    |      | [ 15 ]        |
| 칠레           | 1    |      | [ 16 ]        |
| 코스타리카     | 1    |      | [ 17 ]        |
| 전체           | 96   | 11   |               |

## 같이 보기
- 2021년 광주 학산빌딩 붕괴 사고
- 로넌 포인트
- 삼풍백화점 붕괴 사고